# Принцип стабільності (екологія)
Принцип стабільності, пов'язана з другим начатком  термодинаміки концепція, згідно з якою будь-яка природна замкнута система з потоком  енергії, що проходить через неї, будь то Земля з її  біосферою або яка-небудь невелика система (наприклад, екосистема якого-небудь озера), схильна розвиватися в бік стійкого стану за допомогою саморегулюючих механізмів. У разі короткочасного дестабілізуючого впливу на систему іззовні ці механізми забезпечують повернення до стабільного стану, по досягненні якого перенесення енергії зазвичай йде в одному напрямку і з постійною швидкістю і сприяє стабільності. Здатність самостійно досягти стану стабільності властива тільки живим системам (популяціям, екосистемам, біосфері в цілому).